# Cinemascope-A-Dope
Cinemascope-A-Dope är Robert Johnson and Punchdrunks femte album som släpptes 20 september 2001 på etiketten Silence Records. Albumet spelades in som soundtrack till filmen Känd från TV.

## Låtar på albumet
1. Scientifically Raw
2. Cantina El Loco
3. Old Superstition (Works in a Different Age)
4. Lips from Louisville
5. Surf as Houdini
6. Congo Square
7. Groovin' with Mr. Bloe
8. Blade Runner
9. New Interns Watusi
10. ScientificallyRaw (annan version)
11. Galveston Giant
12. Cantina El Loco (demoversion)
13. Portamento El Loco